# Aweer (Sprache)
Die Sprache Aweer (auch bekannt als Aweera, Boni, Ogoda, Waboni und Wata-Bala) ist eine Tieflandostkuschitische Sprache, die von dem Volk der Aweer gesprochen wird.
Das Endangered Languages Project schätzt die Sprache Aweer noch als gefährdet ein, obwohl die Zahl der Sprecher steigt.
Die Standardschrift der Sprache Aweer ist die Lateinische Schrift.